# Туркменистан ерлајнс
Туркменистан ерлајнс (туркменски: Türkmenhowaýollary) је национална авио-компанија Туркменистана. Из базе, која се налази на Аеродрому Ашхабад, постоје летови ка 18 међународних и 6 домаћих дестинација.